# Conrad Pfau

Gebirgsbach bei Berchtesgaden (1943); Öl auf Leinwand

Conrad Pfau (* 4. Januar 1885 in Wimpfen/Neckar; † 22. September 1954 in München) war ein deutscher Maler und Grafiker.

## Leben und Werk

Idyllische Ortschaft im Sonnenlicht; Öl auf Leinwand

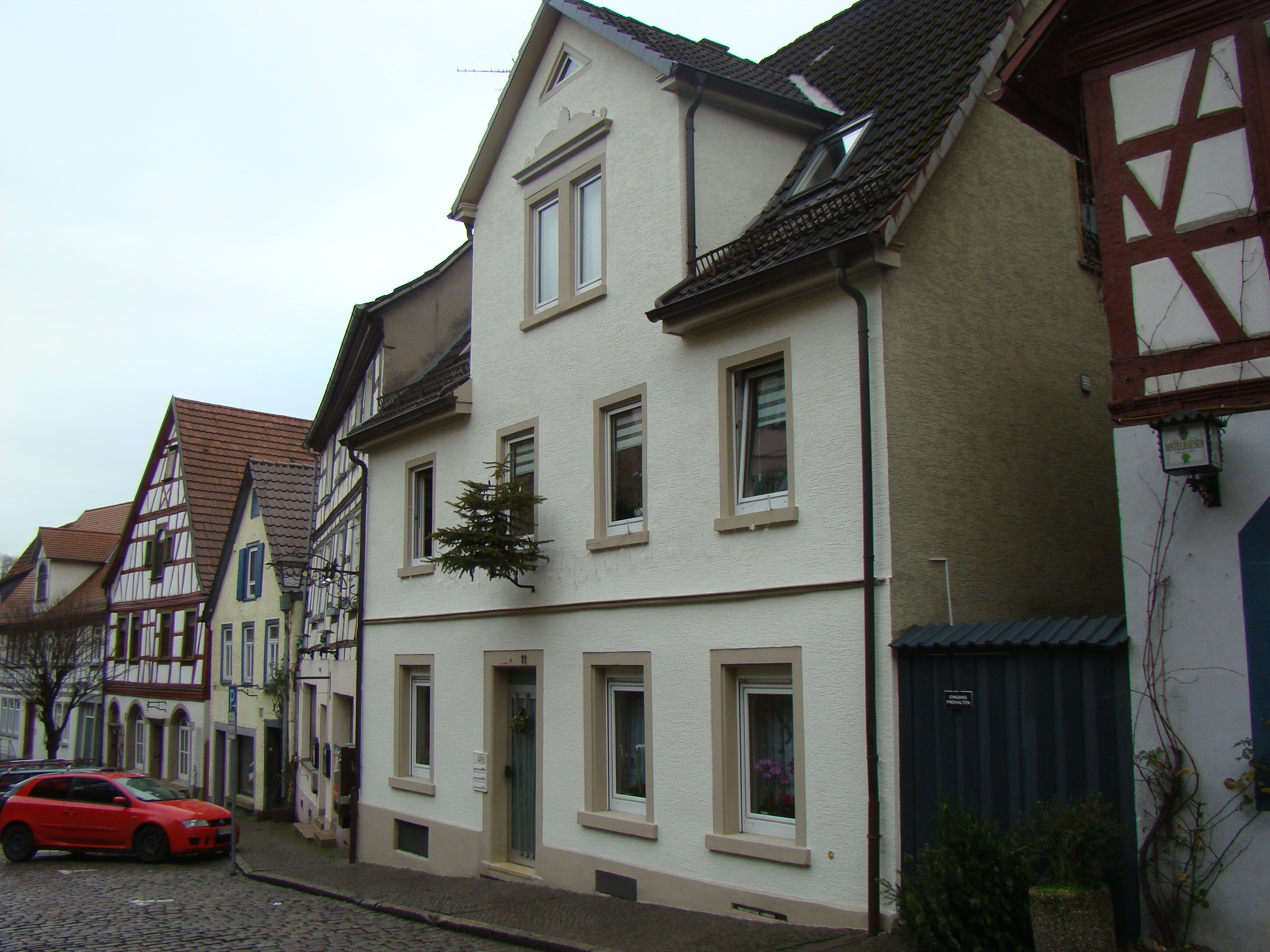
Geburtshaus von Conrad Pfau in Bad Wimpfen

Pfau war der Sohn eines Dekorationsmalers. Nach vorbereitenden Studien in Straßburg und Düsseldorf kam er im Oktober 1913 an die Münchner Kunstakademie und wurde Meisterschüler von Peter von Halm und Carl von Marr. Im Ersten Weltkrieg wurde er verletzt und zur Rekonvaleszenz in ein Lazarett nach Würzburg verlegt. Dort lernte er Hildegard Feeser kennen, die er 1917 heiratete. In dieser Zeit entstanden zahlreiche Radierungen und komplette Mappenwerke, in denen er in malerischer, doch realistischer Handschrift die Landschaft Mittelfrankens abbildete.
Nach dem Krieg kehrte er nach München zurück. 1927 nahm er (mit dem Gemälde Bildnis Regierungsdirektor Dr. Roth) an der Münchener Kunstausstellung im Glaspalast München teil. Seine Porträts, Landschaften und Stillleben, die er in einer tonigen, von Wilhelm Leibl inspirierten Weise  ausführte, kamen der Kunstauffassung der Nationalsozialisten entgegen. Von 1938 bis 1943 beteiligte er sich regelmäßig an der Großen Deutschen Kunstausstellung im Haus der Deutschen Kunst. Bei diesen sechs Ausstellungen war er mit insgesamt 23 Gemälden vertreten. Allein sechs davon erwarb Adolf Hitler. Weitere Käufer waren Martin Bormann und Joseph Goebbels. 1938 zeigte er dort  Mädchen in der Landschaft (Kat.Nr. 734) und Atelier mit Akt (Kat.Nr. 733), in dem er Maler und Modell in einem Motiv verband, 1940 unter anderen die  Gemälde Alte Frau (Kat.Nr. 897), Bäuerin mit Kopftuch (Kat.Nr. 896) und Weiblicher Halbakt (Kat.Nr. A324), und 1943 die Ölbilder Idyll auf der Fraueninsel (Kat.Nr. 672) und Junge Insulanerin (Kat.Nr. 673).
Die Zeit des Zweiten Weltkriegs verbrachte er ab 1941 in Bad Kissingen, 1945 kehrte er nach München zurück. Seine Ehe mit Hildegard Feeser wurde bereits 1938 geschieden.

## Ausstellungen
- 1. Juli bis 30. September 1920: Kunstausstellung im Glaspalast (2 Ölbilder und 5 Radierungen)[4]
- 1934: Gemeinschaftsausstellung der Münchner Künstlergenossenschaft „Sommerausstellung 1934“[5]
- 1935: Gemeinschaftsausstellung im Kunstverein München
- 1978: Gemälde und Graphik des Wimpfener Malers Conrad Pfau (1885–1954), Rathaussaal Bad Wimpfen